# IC 3033
IC 3033 је спирална галаксија у сазвјежђу Береникина коса која се налази на листи објеката дубоког неба у Индекс каталогу.
Деклинација објекта је + 13° 35' 17" а ректасцензија 12h 11m 10,0s. Привидна величина (магнитуда) објекта IC 3033 износи 14,1 а фотографска магнитуда 14,7. IC 3033 је још познат и под ознакама UGC 7181, MCG 2-31-43, CGCG 69-74, VCC 34, KUG 1208+138, PGC 38803.